# Bureau des affaires frontalières
Le Bureau des affaires frontalières, ou Cour chargée des provinces extérieures, en chinois : 理藩院 ; pinyin : lǐfàn yuàn, était un organisme gouvernemental de l'Empire des Qing, chargé de surveiller les dépendances mongoles et tibétaines de l'Empire chinois et de superviser la nomination des commissaires impériaux ou ambans.

## Fonctions
Fondé en 1638 par le premier empereur de la dynastie des Qing, Hóng Tàijí (洪太極), et présidé statutairement par un Mandchou ou un Mongol, le Lǐfàn Yuàn était classé parmi les « huit yamen », c'est-à-dire les organes majeurs du gouvernement central. 
Avant l'établissement du Lǐfàn Yuàn, l'administration responsable de ces tâches était le Yamen mongol (mandchou :  Monggo jurgan).  
Le rôle du Lǐfàn Yuàn était de surveiller les dépendances mongoles et tibétaines de l'Empire chinois et de superviser la nomination des commissaires impériaux ou ambans. Il remettait également aux zasag, gouverneurs des bannières mongoles, le sceau qui leur permettait de gouverner. Au Tibet, le Lǐfàn Yuàn s'occupait des affaires monastiques et des nomades, délimitait les frontières, faisait fonctionner un système postal, supervisait le commerce, présidait rencontres et cérémonies. Il avalisait le dalaï-lama et le panchen-lama.

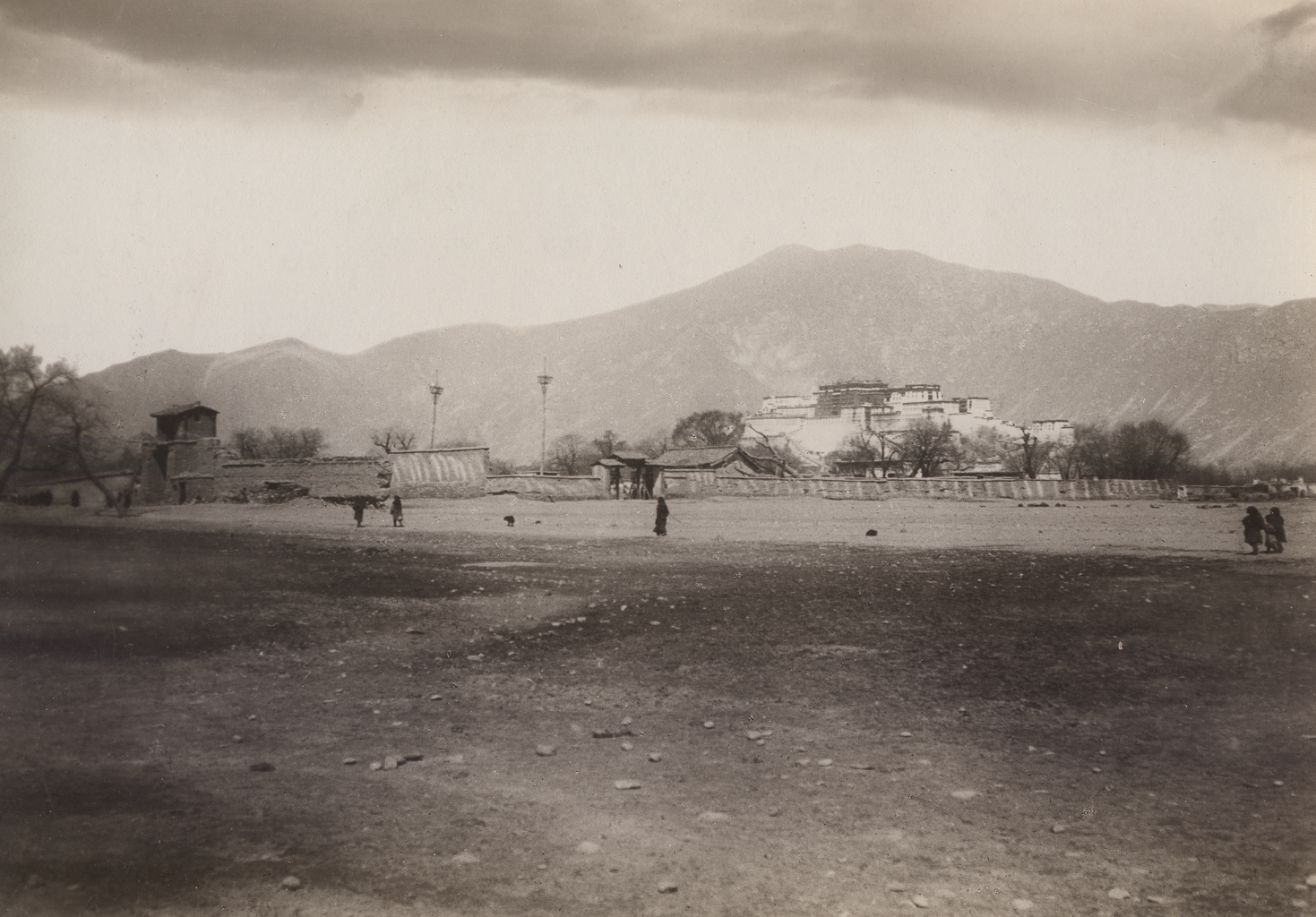
Yamen de l'amban de Lhassa vers 1900.

Rompant avec l'attitude traditionnelle sinocentrique de l'empire chinois, le Lǐfàn Yuàn fut « la première institution qui prit en compte et géra les populations non chinoises des périphéries, non pas dans le cadre de la politique étrangère, mais en les intégrant au sein d'un système de rituels impériaux visant à donner le statut de 'sujets de l'empire' à des personnes  ethniquement et culturellement étrangères à la Chine ».
Avant l'établissement du Zongli Yamen (总理衙门 / 總理衙門) en 1861, le Lǐfàn Yuàn s'est aussi occupé des relations de l'empire avec la Russie, fixées par les traités de Nertchinsk et de Kiakhta. 
Son pendant sous la République de Chine (1912-1949) fut la Commission des affaires mongoles et tibétaines.